# Obia

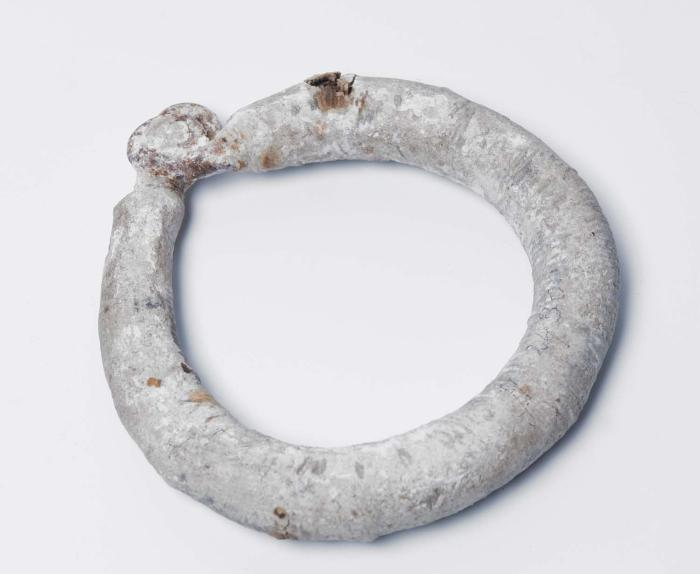
Armsieraad. Met witte klei, pemba doti, ingewreven bovenarmring.

Een obia is een spirituele kracht die volgens animistische geloofstradities uitgaat van de ziel/geest van een mens, dier, plant of een ander natuurlijk fenomeen.
Obia komt voor als medium of magisch medicijn bij Creolen en marrons binnen de gedeelde Surinaamse winti cultuur van Afro-Surinamers.
Soms dient het om ingenomen te worden, soms dient men zich ermee te wassen of het gewoon bij zich te dragen als amulet, bijvoorbeeld aan een koordje om de nek of om de bovenarm gebonden, allemaal vaak met inachtneming van regels en aanwijzingen.
Volgens Price & Price (1980:86) hebben Marrons van verschillende groepen (er zijn er zes) accessoires met verschillende betekenissen. Behalve sieraden met puur esthetische waarde, zijn er een aantal voorwerpen met magische c.q. religieuze betekenis. Deze armbanden, halssieraden, riemen e.d. worden gedragen ter bescherming tegen hekserij en toverij.
Ook ziekte wordt vaak behandeld met deze items. Zulke voorwerpen bevatten vaak kaurischelpjes, in Suriname papa-moni geheten. Zulke schelpjes waren vroeger bij de Papa-negers van Dahomey in West-Afrika als betaalmiddel in gebruik. Tevens werden er kwaad afwerende en gelukbrengende krachten aan toegeschreven Deze krachten zouden ze hebben vanwege de overeenkomst in vorm met het vrouwelijk geslachtsdeel, papegaaienveertjes, munten en kruidenmengsels in stoffen omhulsels.
Echter, de ingrediënten die gebruikt kunnen worden zijn talloos, omdat de samenstelling van elke obia afhangt van een bepaalde godheid, orakel of geest. Hoewel deze objecten dus gemaakt worden als ritueel hulpmiddel, spelen ook esthetische waarden een rol.

## Afbeeldingen

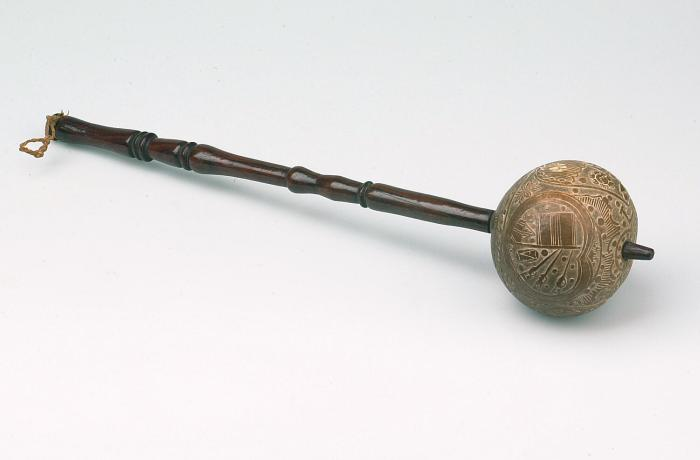
Saka obia Sake-sake
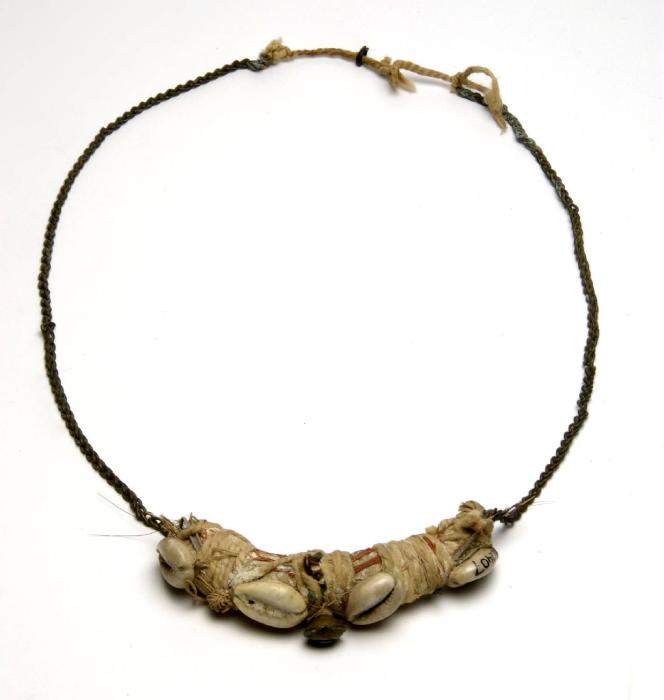
Obia tété
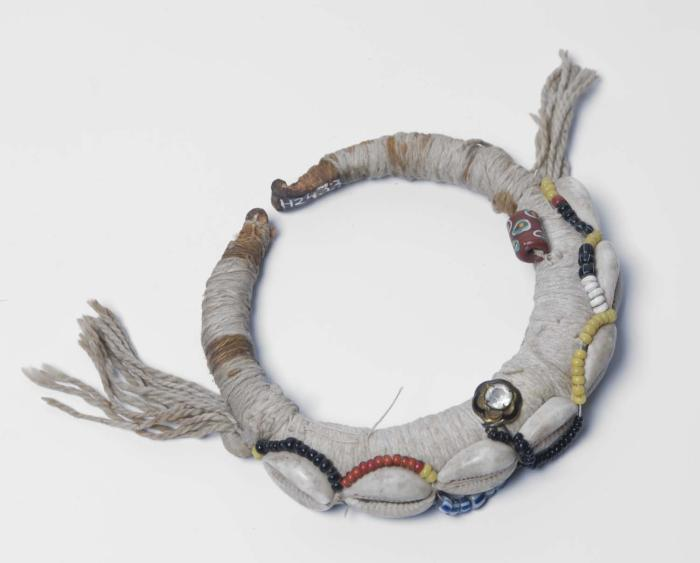
Bovenarmring
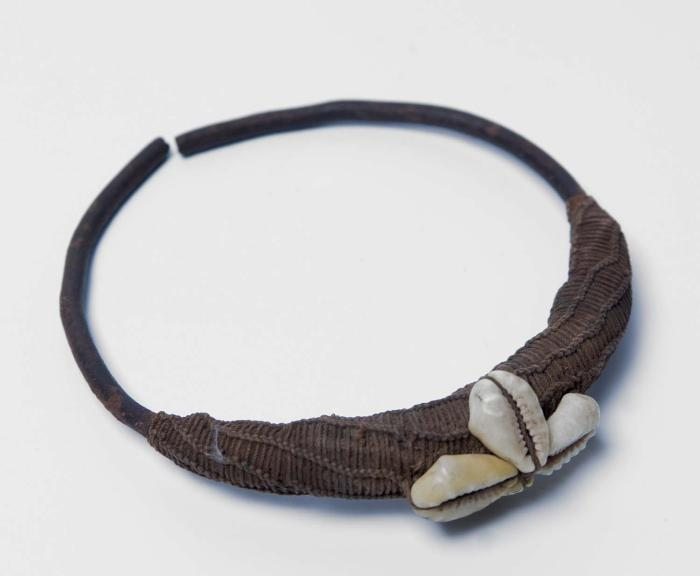
Bovenarmring
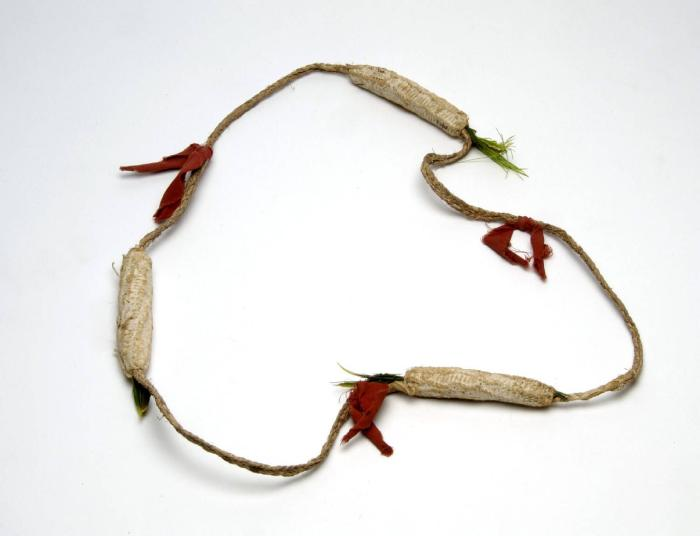
Amulet, halssnoer met magische beschermende krachten
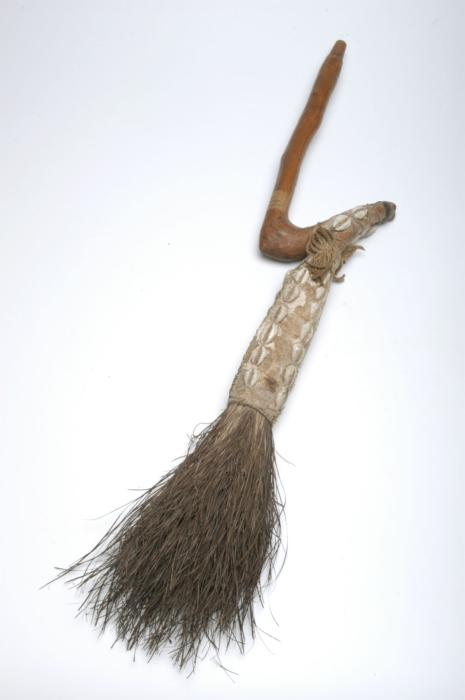
Bijzonder, reeds oud voorwerp dat door de rituele specialist, de obiaman of bonuman, gebruikt werd en wordt om boze geesten weg te 'vegen' tijdens rituele dansen. Het heeft voor gelovigen veronderstelde magische kwaliteiten.
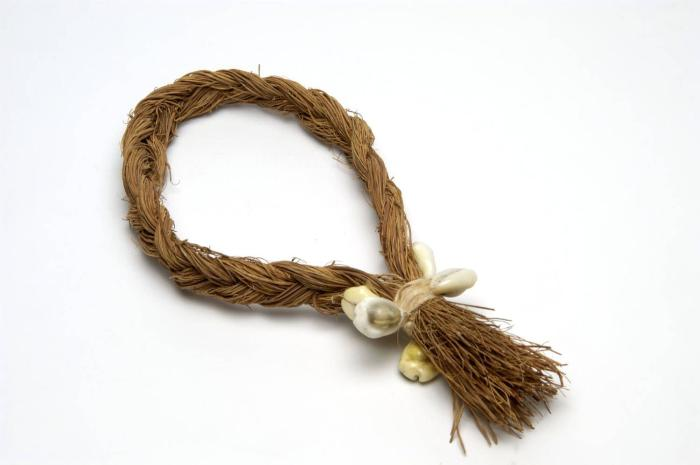
Singatete obia.
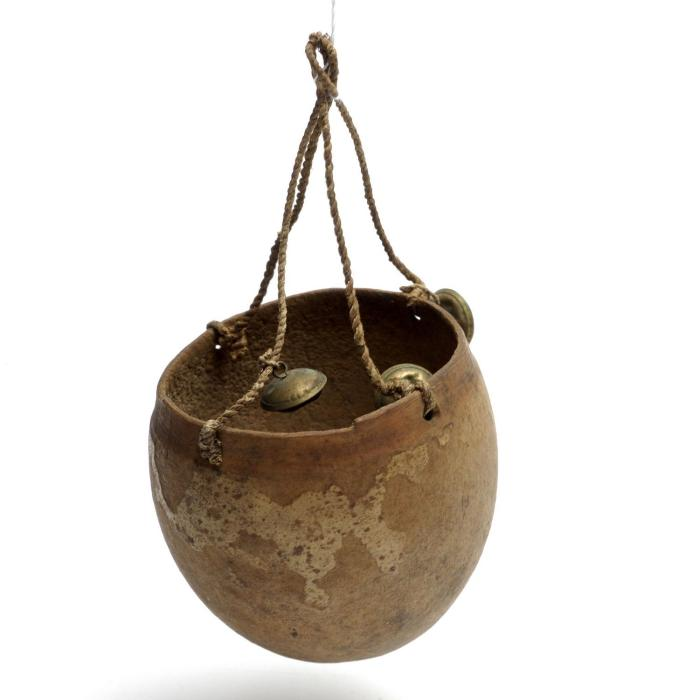
Vermoedelijk werd dit kommetje gebruikt bij de vervaardiging van kruidenmengsels voor obia's. Kom van kalebasschaal met hengsel voorzien van drie koperen knoopjes.